# Удріївська сільська рада
Удрі́ївська сільська́ ра́да — адміністративно-територіальна одиниця та орган місцевого самоврядування в Дунаєвецькому районі Хмельницької області. Адміністративний центр — село Удріївці.

## Загальні відомості
Удріївська сільська рада утворена в 1992 році.
- Територія ради: 13,524 км²
- Населення ради: 532 особи (станом на 2001 рік)

## Населені пункти
Сільській раді підпорядковані населені пункти:
- с. Удріївці

## Склад ради
Рада складається з 15 депутатів та голови.
- Голова ради: Руденко Павло Миколайович
- Секретар ради: Забава Наталія Михайлівна

### Керівний склад попередніх скликань
| Прізвище, ім'я, по батькові | Основні відомості                                                                       | Дата обрання | Дата звільнення |
| --------------------------- | --------------------------------------------------------------------------------------- | ------------ | --------------- |
| Руденко Павло Миколайович   | Сільський голова, 1965 року народження, освіта середня спеціальна, безпартійний         | 26.03.2006   | 31.10.2010      |
| Руденко Павло Миколайович   | Сільський голова, 1965 року народження, освіта середня спеціальна, член Партії регіонів | 31.10.2010   |                 |

Примітка: таблиця складена за даними сайту Верховної Ради України

### Депутати
За результатами місцевих виборів 2010 року депутатами ради стали:

#### За суб'єктами висування
| Суб'єкт висування                 | Кількість обраних депутатів | %    |
| --------------------------------- | --------------------------- | ---- |
| Самовисування                     | 12                          | 80   |
| Партія «Народна влада»            | 2                           | 13,3 |
| Політична партія «Сильна Україна» | 1                           | 6,7  |

#### За округами
| № округу                          | Прізвище, ім'я, по батькові          | Дата визнання обраним | Освіта             | Партійна приналежність                  | Відомості про обраного депутата               |
| --------------------------------- | ------------------------------------ | --------------------- | ------------------ | --------------------------------------- | --------------------------------------------- |
| Партія «Народна влада»            |                                      |                       |                    |                                         |                                               |
| 3                                 | Підвисоцький Іван Володимирович      | 05.11.2010            | вища               | член Партії «Народна влада»             | тимчасово не працює                           |
| 12                                | Андрусик Оксана Василівна            | 05.11.2010            | середня            | член Партії «Народна влада»             | тимчасово не працює                           |
| Політична партія «Сильна Україна» |                                      |                       |                    |                                         |                                               |
| 4                                 | Грушкевич Наталія Віталіївна         | 05.11.2010            | середня            | член Політичної партії «Сильна Україна» | тимчасово не працює                           |
| Самовисування                     |                                      |                       |                    |                                         |                                               |
| 1                                 | Венгер Володимир Віталійович         | 05.11.2010            | середня            | член Партії регіонів                    | Дунаєвецький КХП, шофер                       |
| 2                                 | Петричко Володимир Олексійович       | 05.11.2010            | середня            | член Партії регіонів                    | пенсіонер                                     |
| 5                                 | Прокофієв Віталій Іванович           | 05.11.2010            | середня            | позапартійний                           | пенсіонер                                     |
| 6                                 | Кузьмінський Станіслав Володимирович | 05.11.2010            | середня            | позапартійний                           | пенсіонер                                     |
| 7                                 | Гриневич Євгенія Миколаївна          | 05.11.2010            | вища               | позапартійна                            | пенсіонер                                     |
| 8                                 | Пивоварчук Руслан Васильович         | 05.11.2010            | середня            | позапартійний                           | смт Дунаївці «Будінвест», шофер               |
| 9                                 | Дудик Микола Миколайович             | 05.11.2010            | середня            | член Партії регіонів                    | смт Дунаївці нафтобаза, молодший оператор     |
| 10                                | Маркова Галина Іванівна              | 05.11.2010            | середня спеціальна | член Партії регіонів                    | Удріївецька сільська рада, головний бухгалтер |
| 11                                | Федрорів Олексій Володимирович       | 05.11.2010            | середня            | позапартійний                           | Ярмоленецький лісхоззаг, лісник               |
| 13                                | Слюсар Іван Олександрович            | 05.11.2010            | середня            | член Партії регіонів                    | тимчасово не працює                           |
| 14                                | Руденко Інна Володимирівна           | 05.11.2010            | середня            | член Партії регіонів                    | Удріївецька сільська рада, зав.клубом         |
| 15                                | Забава Наталія Михайлівна            | 05.11.2010            | середня            | член Партії регіонів                    | Удріївецька сільська рада, секретар           |